# Gabriel Mas
Gabriel Mas Arbona (Montuïri, 9 marzo 1933) è un ex ciclista su strada spagnolo.
Professionista tra il 1957 ed il 1966, conta la vittoria di una tappa alla Vuelta a España e di una Vuelta a Andalucía.

## Carriera
Corse per la Guardia de Franco, la Mobylette, la Licor 43, la Faema, la Ferrys e la Andrés Oliver. Vinse una tappa alla Vuelta a Andalucía e una alla Vuelta a Asturias nel 1957, una tappa alla Vuelta a España 1959 e la Vuelta a Andalucía nel 1960. Partecipò tre volte al Tour de France, due al Giro d'Italia e cinque alla Vuelta a España.

## Palmarès
- 1957

6ª tappa Vuelta a Andalucía (Siviglia > Jerez de la Frontera)
6ª tappa Vuelta a Asturias
- 1959

6ª tappa Vuelta a España (Murcia > Alicante)
- 1960

Classifica generale Vuelta a Andalucía

### Altri successi
- 1959

Criterium di Barcellona

## Piazzamenti

### Grandi Giri
- Giro d'Italia

1960: 51º
1961: 17º
- Tour de France

1960: ritirato (6ª tappa)
1963: 40º
1964: ritirato (7ª tappa)
- Vuelta a España

1958: 18º
1959: 39º
1960: ritirato
1961: 35º
1964: 38º

### Classiche monumento
- Milano-Sanremo

1964: 44º